# Siiri Rantanen
Siiri Johanna „Äitee” Rantanen z d. Lintunen (ur. 14 grudnia 1924 w Tohmajärvi, zm. 5 maja 2023 w Lahti) – fińska biegaczka narciarska, trzykrotna medalistka olimpijska oraz pięciokrotna medalistka mistrzostw świata.

## Kariera
Jej olimpijskim debiutem były igrzyska w Oslo w 1952 roku, gdzie zdobyła brązowy medal w biegu na 10 km techniką klasyczną. Jako że był to także debiut kobiecych biegów na igrzyskach została pierwszą brązową medalistką olimpijską w biegach narciarskich. Wyprzedziły ją jedynie dwie rodaczki: zwyciężczyni: Lydia Wideman oraz druga na mecie Mirja Hietamies. Cztery lata później, podczas igrzysk olimpijskich w Cortinie d’Ampezzo wspólnie z Sirkką Polkunen i Mirją Hietamies zdobyła złoty medal w sztafecie 3 × 5 km. Były to pierwsze zawody w kobiecej sztafecie i zarazem drugie igrzyska, na których Rantanen zdobyła medal w debiutującej konkurencji. Na tych samych igrzyskach zajęła piąte miejsce w biegu na 10 km. Igrzyska olimpijskie w Squaw Valley w 1960 roku były ostatnimi w jej karierze. Razem z Eevą Ruoppą i Toini Pöysti wywalczyła brązowy medal w sztafecie, a w biegu na 10 km tym razem była piętnasta.
W 1954 roku wystartowała na mistrzostwach świata w Falun, pierwszych mistrzostwach, na których rozgrywano biegi kobiece. Wspólnie z Sirkką Polkunen i Mirją Hietamies zdobyła srebrny medal w sztafecie. Ponadto w biegu na 10 km stylem klasycznym również zdobyła srebro, ulegając jedynie Lubow Kozyriewej ze Związku Radzieckiego. Cztery lata później, podczas mistrzostw świata w Lahti wraz z Toini Pöysti i Pirkko Korkee ponownie zdobyła srebrny medal w sztafecie. Nie obroniła tytułu wicemistrzyni świata w biegu na 10 km, ale zdobyła brązowy medal plasując się na trzecim miejscu, kolejno za reprezentantkami ZSRR: Alewtiną Kołcziną i Lubow Kozyriewą. Startowała także na mistrzostwach świata w Zakopanem w 1962 roku zdobywając kolejny brązowy medal, tym razem w sztafecie, wspólnie z Eevą Ruoppą i Mirją Lehtonen. Na tych samych mistrzostwach zajęła także siódme miejsce w biegu na 10 km oraz czwarte na debiutującym dystansie 5 km. Walkę o brązowy medal w biegu na 5 km przegrała z Marią Gusakową ze Związku Radzieckiego. Na kolejnych mistrzostwach już nie startowała.
Ponadto Rantanen jedenastokrotnie zdobywała tytuł mistrzyni Finlandii: w biegu na 10 km w latach 1954, 1957 i 1958, w biegu na 5 km w latach 1960, 1961 i 1962 oraz w sztafecie w latach 1952, 1958, 1959, 1960 i 1961. Wygrała biegi na 10 km podczas zawodów Salpausselän Kisat w 1953, 1959 i 1961 roku. Startowała także w największym fińskim maratonie narciarskim Finlandia-hiihto, obecnie zaliczanym do cyklu Worldloppet. W 1976 i 1977 roku wygrała w tym maratonie, a ostatni start w tym biegu zaliczyła w 1996 roku, w wieku 71 lat.
Oprócz biegów narciarskich Rantanen uprawiała także biegi przełajowe, zdobywając w 1960 roku tytuł indywidualnej mistrzyni Finlandii, a w 1961 roku zdobyła mistrzostwo w sztafecie 3x800 m oraz zawodach drużynowych. W 1961 roku wygrała też wyścig kolarski na dystansie 50 km. Czterokrotnie, w latach 1954, 1956, 1958 i 1959, była wybierana najlepszą sportsmenką Finlandii. W Lahti znajduje się jej pomnik.

## Osiągnięcia

### Igrzyska olimpijskie
| Miejsce | Dzień       | Rok  | Miejscowość       | Konkurencja             | Czas biegu | Strata  | Zwyciężczyni    |
| ------- | ----------- | ---- | ----------------- | ----------------------- | ---------- | ------- | --------------- |
| 3.      | 23 lutego   | 1952 | Oslo              | 10 km stylem klasycznym | 41:40      | +1:10   | Lydia Wideman   |
| 5.      | 28 stycznia | 1956 | Cortina d’Ampezzo | 10 km stylem klasycznym | 38:11      | +1:29   | Lubow Kozyriewa |
| 1.      | 1 lutego    | 1956 | Cortina d’Ampezzo | Sztafeta 3 × 5 km       | 1:09:01    | –       | –               |
| 15.     | 20 lutego   | 1960 | Squaw Valley      | 10 km stylem klasycznym | 39:46,6    | +3:06,1 | Marija Gusakowa |
| 3.      | 26 lutego   | 1960 | Squaw Valley      | Sztafeta 3 × 5 km       | 1:04:21,4  | +2:06,1 | Szwecja         |

### Mistrzostwa świata
| Miejsce | Dzień     | Rok  | Miejscowość | Konkurencja             | Czas biegu | Strata  | Zwyciężczyni      |
| ------- | --------- | ---- | ----------- | ----------------------- | ---------- | ------- | ----------------- |
| 2.      | 17 lutego | 1954 | Falun       | Sztafeta 3 × 5 km       | 1:05:54    | +0:25   | ZSRR              |
| 2.      | 21 lutego | 1954 | Falun       | 10 km stylem klasycznym | 40:14      | +0:16   | Lubow Kozyriewa   |
| 3.      | 5 marca   | 1958 | Lahti       | 10 km stylem klasycznym | 44:49,0    | +1:13,8 | Alewtina Kołczina |
| 2.      | 7 marca   | 1958 | Lahti       | Sztafeta 3 × 5 km       | 58:32,4    | +1:41,6 | ZSRR              |
| 4.      | 19 lutego | 1962 | Zakopane    | 5 km stylem klasycznym  | 19:28,6    | +1:17,3 | Alewtina Kołczina |
| 7.      | 21 lutego | 1962 | Zakopane    | 10 km stylem klasycznym | 39:48,2    | +2:40,7 | Alewtina Kołczina |
| 3.      | 23 lutego | 1962 | Zakopane    | Sztafeta 3 × 5 km       | 58:08,9    | +3:24,1 | ZSRR              |